# Old Faithful Inn
Das Old Faithful Inn ist ein Hotel beim Old-Faithful-Geysir im Yellowstone-Nationalpark im US-Bundesstaat Wyoming. Es wurde 1904 errichtet. Seit Juli 1973 ist es als Bauwerk im National Register of Historic Places eingetragen und erhielt im Mai 1987 den Status eines National Historic Landmarks zuerkannt.
Der ländlich, romantisierende Baustil wird heute National Park Service Rustic genannt und ist typisch für Bauten in Nationalparks des amerikanischen Westens am Anfang des 20. Jahrhunderts.

## Geschichte

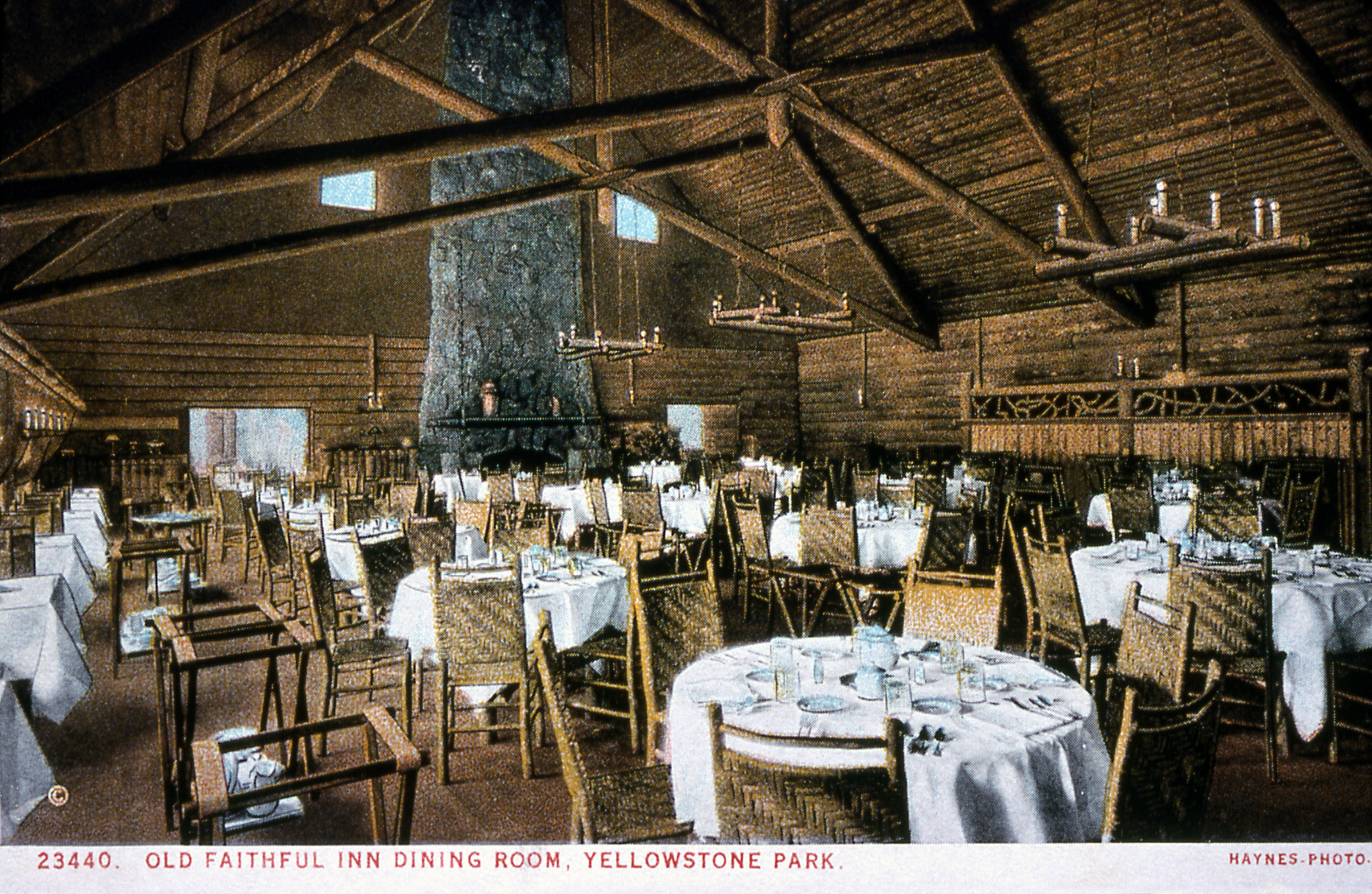
Essraum im Old Faithful Inn

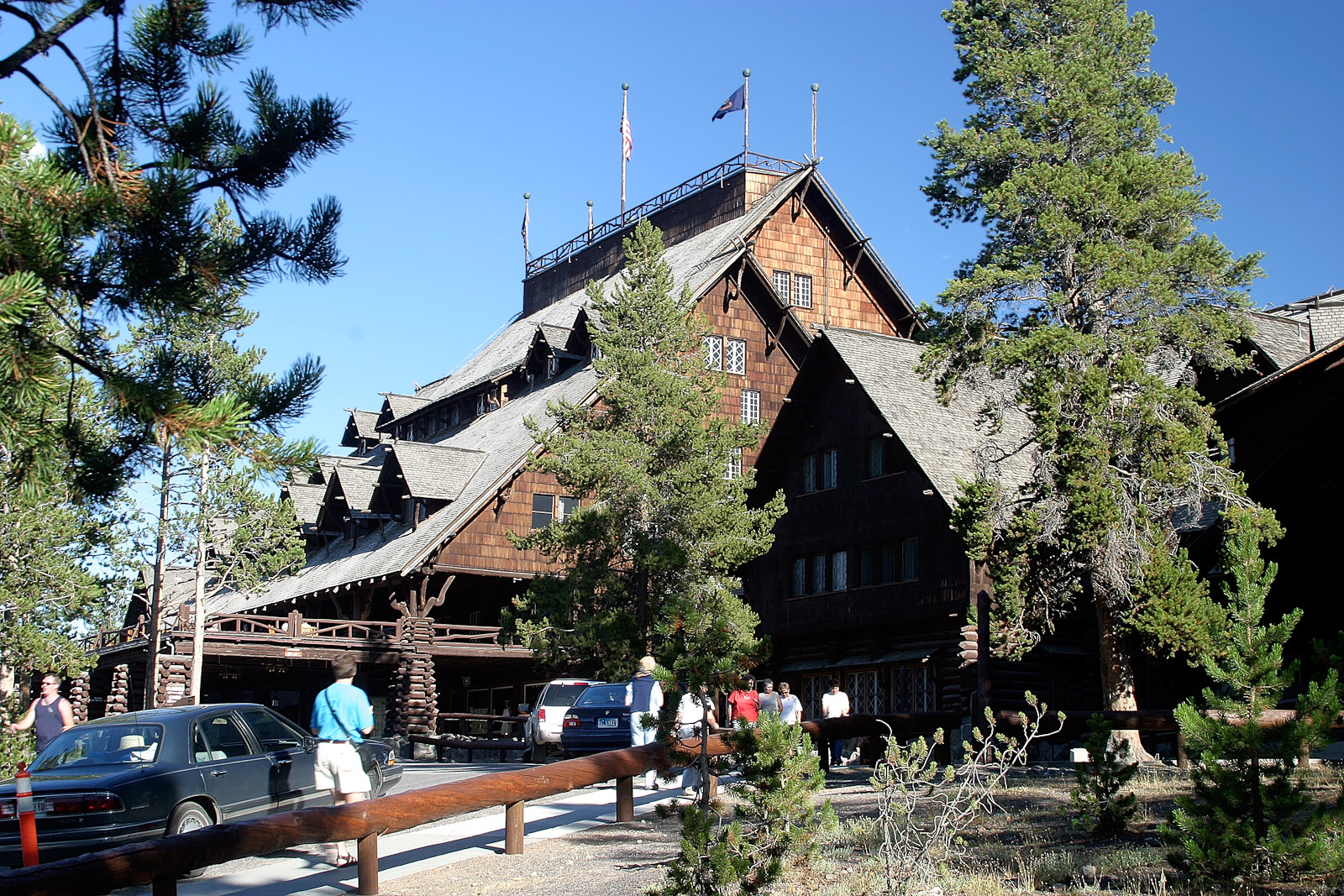
Old Faithful Inn

1894 brannte das einzige Hotel im Oberen Geysir-Becken nieder. Als Ersatz sollte ein neues Hotel gebaut werden. 1903 konnten die Bauarbeiten für den Old Faithful Inn unter der Leitung des Architekten Robert Reamer aufgrund einer Finanzierung durch die Northern Pacific Railroad aufgenommen werden. 1904 wurde das Hotel eröffnet. Für den Bau wurden vor allem Steine und Holz verwendet. Old Faithful Inn wurde 1919 um den Ostflügel und 1927 um den Westflügel erweitert. Insgesamt konnte es nun 340 Gäste beherbergen.
1959 richtete ein Erdbeben einigen Schaden am Dach und Kamin des Hotels an. 1988 musste das Hotel im Rahmen des großen Waldbrandes im Yellowstone-Nationalpark wiederum evakuiert werden. Das Feuer konnte jedoch vom Old Faithful Inn abgehalten werden.
Ab 2004 wurde das Hotel stark renoviert.